# Плинай
Плинай (пол. Płynaj) — струмок в Україні у Тернопільському районі Тернопільської області. Ліва притока струмка Лісницького (басейн Дністра).

## Опис
Довжина струмка приблизно 2,10 км, найкоротша відстань між витоком і гирлом — 1,99  км, коефіцієнт звивистості річки — 1,06 . Формується декількома струмками та загатою.

## Розташування
Бере початок на північно-західній околиці села Лісники у листяному лісі. Тече переважно на південний схід через село і впадає у стромок Лісницький, праву притоку річки Золота Липа.

## Цікаві факти
- У селі Лісники біля гирла струмок перетинає автошлях М12[2] (колишній автомобільний шлях міжнародного значення на території України, Стрий — Тернопіль — Кропивницький — Знам'янка. Проходить територією Львівської, Івано-Франківської, Тернопільської, Хмельницької, Вінницької, Черкаської та Кіровоградської областей).